# Aeropuerto del Morava
El Aeropuerto del Morava (en serbio: Aerodrom Morava, cirílico: Аеродром Mopaвa) anteriormente llamado de Kraljevo Lađevci (Aerodrom Lađevci, Аеродром Лaђeвци) (IATA: KVO, OACI: LYKV) y también conocido como Obrva (literalmente: cejas) es un aeropuerto situado en el municipio de Kraljevo, en Serbia. 
En 2006 se anunció que este aeropuerto militar comenzaría el servicio de tráfico aéreo civil (el primer vuelo civil se produjo desde el Aeropuerto de Belgrado-Nikola Tesla, operado por Air Pink el 12 de agosto de 2007 a las 10:00 a. m.). 
Tras la moderna construcción de la terminal civil, el aeropuerto fue dividido en dos partes bien diferenciadas. La base aérea de la Fuerza Aérea de Serbia mantuvo el nombre de "Kraljevo-Lađevci", mientras que la terminal civil recibió el nombre del río Morava, el más importante de la zona.
Está situado a unos 15 km del centro de la ciudad de Kraljevo, a 25 km de Čačak, a 32 km de Gornji Milanovac y 39 km de Kragujevac
Kraljevo goza de una ubicación ideal. La ciudad es muy industrial y dispone de varias fábricas. Todas las empresas industriales de Kraljevo han expresado su opinión de que la reconstrucción del aeropuerto para vuelos de carga podría ahorrarles mucho dinero y tiempo. Además, el aeropuerto también se encuentra cerca de la famosa estación de esquí de montaña de Kopaonik. 
Este aeropuerto es la sede de la 98.ª Base Aérea de la Fuerza Aérea Serbia.

## Historia
Cuando se construyó, la base aérea de Lađevci fue utilizada como aeródromo de apoyo para el 98.º Regimiento de cazabombarderos de la Fuerza Aérea Yugoslava (SFR), ubicada en la base aérea de Petrovac Skopski, en Macedonia del Norte. Después de la desintegración de Yugoslavia, tuvo mucha más actividad, cuando el 98.º Regimiento fue trasladado de Petrovac a Kraljevo. Desde entonces, contó con unidades de la Fuerza Aérea Yugoslava (FR), siendo base del 98.º Regimiento de cazas.
Durante el bombardeo de la OTAN sobre Yugoslavia de 1999, el aeropuerto fue gravemente dañado. A diferencia de la Base Aérea de Batajnica y la Base Aérea de Slatina, donde varios MiG-21 fueron destruidos, Lađevci solo sufrió las pérdidas de dos J-22 Orao en toda la campaña, en gran medida gracias al éxito de las medidas defensivas y el ocultamiento de las aeronaves.

## Reconstrucción
La finalización de la construcción de su terminal, con el fin de dar servicio público y a vuelos de carga, estaba prevista para 2009, aunque finalmente se prolongó hasta 2011. 

### Nueva torre de control
En la primera fase, comenzada en junio de 2006, se construyó la nueva torre de control (la original fue destruida en 1999 por la OTAN). La inversión estaba presupuestada en unos 3,5 millones de euros. Una vez terminada, Lađevci pudo recibir pequeños aviones civiles. La segunda fase -la ampliación de la actual pista de aterrizaje- permitió la recepción de aviones de gran tamaño.

## Aerolíneas y destinos

### Destinos internacionales
| Ciudades por países | Nombre del aeropuerto                | Aerolíneas              | Aeronaves | Frecuencias semanales |        |
| Europa              | Europa                               | Europa                  | Europa    | Europa                | Europa |
| ------------------- | ------------------------------------ | ----------------------- | --------- | --------------------- | ------ |
| Grecia              |                                      |                         |           |                       |        |
| Salónica            | Aeropuerto Internacional Macedonia   | Air Serbia (Estacional) |           |                       |        |
| Montenegro          |                                      |                         |           |                       |        |
| Tivat               | Aeropuerto de Tivat                  | Air Serbia (Estacional) |           |                       |        |
| Turquía             |                                      |                         |           |                       |        |
| Estambul            | Aeropuerto Internacional de Estambul | Air Serbia              |           |                       |        |